# Live Legacy
Live Legacy es un álbum en directo de la banda sueca de black metal Dissection, lanzado en 2003 por Nuclear Blast Records. Este álbum se grabó durante un concierto en el festival Wacken Open Air en Alemania, el 8 de agosto de 1997. Se lanzó al principio como un bootleg llamado Frozen in Wacken. Ese bootleg incluyó la canción «Night's Blood», que se omitió del lanzamiento oficial por errores en la grabación.
El «Limited Boxset» (1000 piezas) además incluyó el CD y DVD «Gods Of Darkness - Live» tomado del vídeo de Dimmu Borgir/Dissection «Live & Plugged Vol. 2», así como un cartel póster de Live Legacy.

## Lista de canciones
| Live Legacy |                                           |          |  |
| N.º         | Título                                    | Duración |  |
| 1.          | «At the Fathomless Depths»                | 1:56     |  |
| 2.          | «Retribution - Storm of the Light's Bane» | 5:09     |  |
| 3.          | «Unhallowed»                              | 6:36     |  |
| 4.          | «Where Dead Angels Lie»                   | 6:26     |  |
| 5.          | «Frozen»                                  | 3:37     |  |
| 6.          | «Thorns of Crimson Death»                 | 8:21     |  |
| 7.          | «The Somberlain»                          | 8:01     |  |

| Frozen in Wacken |                                           |          |  |
| N.º              | Título                                    | Duración |  |
| 1.               | «At the Fathomless Depths/Night's Blood»  | 9:00     |  |
| 2.               | «Unhallowed»                              | 6:23     |  |
| 3.               | «Frozen»                                  | 3:35     |  |
| 4.               | «Where Dead Angels Lie»                   | 6:42     |  |
| 5.               | «Retribution - Storm of the Light's Bane» | 5:13     |  |
| 6.               | «Thorns of Crimson Death»                 | 8:13     |  |
| 7.               | «The Somberlain»                          | 7:49     |  |

## Créditos y personal
- Jon Nödtveidt – vocalista, guitarra
- Johan Norman – guitarra
- Emil Nödtveidt – bajo
- Tobias Kellgren – percusiones